# Niamh Terry
Pour les articles homonymes, voir Terry.
Pas d'image ? Cliquez ici

a Compétitions nationales et continentales officielles uniquement.

b Matchs officiels uniquement.
Dernière mise à jour le 25 mars 2024.
Niamh Terry, née le 13 février 2000 à Swansea (pays de Galles), est une joueuse internationale galloise de rugby à XV évoluant au poste de demi d'ouverture.

## Biographie
Niamh Terry naît le 13 février 2000 à Swansea au pays de Galles. En 2022, elle joue en club avec les Worcester Warriors (en). Elle compte 7 sélections en équipe du pays de Galles quand elle est retenue en septembre 2022 pour disputer sous les couleurs de son pays la Coupe du monde de rugby à XV en Nouvelle-Zélande.
À l'automne suivant, elle fait partie des trente joueuses qui partent dans cette même île participer pour le pays de Galles au WXV 2023.